# Кинотеатр имени Гагарина
Кинотеатр имени Юрия Гагарина — исторический кинотеатр у площади Ленина в парке Мажита Гафури города Уфы. В кинотеатре проводились киновикторины, кинолектории и кинопраздники, и впервые в городе — стереокино.
Ныне используется как коммерческое здание.

## Описание
Имел зрительный зал на 320 мест и киноаппаратную.

## История
Открыт 1 июля 1961 в парке Мажита Гафури и назван в честь первого космонавта Ю. А. Гагарина.
В 1992 зарегистрирован как муниципальное предприятие. С 1996 действовал как детский кинотеатр. Закрыт в 1998. Реконструирован под ночной клуб «Гагарин» (позже — «Правда») с надстройкой второго этажа.
Сохранилось панно на здании.